# بيل يونغ (لاعب كرة قدم أمريكية)
بيل يونغ (بالإنجليزية: Bill Young)‏ هو لاعب كرة قدم أمريكية أمريكي، ولد في 17 أغسطس 1946 في هيرفورد في الولايات المتحدة.